# Paradoxa del Sol jove i feble
La paradoxa o problema del Sol jove i feble descriu l'aparent contradicció entre les observacions que mostren aigua líquida de forma primerenca en la història de la Terra i les estimacions astrofísiques que apunten al fet que el Sol brillava solament al 70% de la seva intensitat actual durant aquesta època. Aquesta qüestió va ser plantejada pels astrònoms Carl Sagan i George Mullen en 1972. Les explicacions d'aquesta paradoxa han tingut en compte els efectes hivernacle, factors astrofísics, o una combinació de tots dos.

## Radiació solar primerenca
Al principi de la història de la Terra, la intensitat del Sol hauria estat solament un 70% de la qual emet avui dia. En les condicions mediambientals vigents en aquest moment, aquesta producció solar hauria estat insuficient per mantenir un oceà líquid, i per tant, s'hauria d'haver congelat. Els astrònoms Carl Sagan i George Mullen van assenyalar en 1972 que aquest fet suposava una contradicció de les dades geològiques i paleontològiques.
D'acord amb el model solar estàndard, els estels similars al Sol han d'il·luminar gradualment durant tota la seva existència. No obstant això, amb la lluminositat solar predita fa 4000 milions d'anys i amb concentracions de gasos hivernacle similars a les quals trobem avui dia a la Terra, l'aigua líquida exposada de la superfície es congelaria. No obstant això, el registre geològic mostra un escalfament relativament continuat de la superfície durant la primera fase de vida de la Terra, amb l'excepció d'una fase freda, la glaciació Huroniana, fa al voltant de 2400-2100 milions d'anys. S'han trobat sediments relacionats amb aigua que daten de fa 3800 milions d'anys. Algunes evidències indirectes de formes de vida primitives han estat datades fa 3500 milions d'anys, i la isotopia bàsica de carboni no és molt diferent de la qual podem trobar avui en dia. L'alternança regular entre edats de gel i períodes càlids sembla estar succeint solament durant els últims 1000 milions d'anys.

## Hipòtesi de l'efecte hivernacle
Quan l'atmosfera es va formar per primera vegada, va poder haver contingut més gasos d'efecte hivernacle. La concentració de diòxid de carboni podria haver estat més alta, amb una pressió parcial estimada de fins a 1.000 kPa (10 bar), ja que no hi havia fotosíntesi bacteriana que reduís aquest gas a carboni i oxigen. El metà, un gas hivernacle molt potent que reacciona amb l'oxigen per produir diòxid de carboni i vapor d'aigua, podria haver estat molt més abundant en aquella època, de fins a 100 parts per milió en volum.
Basant-se en un estudi de isòtops de sofre geològic, en 2009 un grup de científics entre els quals s'incloïa a Yuichiro Ueno de la Universitat de Tòquio van proposar que el sulfur de carbonil (COS) estava present en l'atmosfera arqueana. Aquest gas és un potent gas hivernacle i els científics estimen que aquest efecte hivernacle addicional hauria estat suficient per impedir que la terra hagués quedat completament congelada.
Alguns articles, basant-se en l'anàlisi d'isòtops de nitrogen i argó en inclusions fluïdes atrapats en quars hidrotermals de fa 3000-3500 milions d'anys, conclouen que els gasos de dos àtoms de nitrogen no van participar de manera significativa en l'escalfament de la Terra primitiva i que la pressió parcial de CO2 en l'Arqueà era probablement inferior a 0,7 bar. Burguess, un dels autors manifesta que "la quantitat de nitrogen en l'atmosfera era massa baixa com per potenciar l'efecte hivernacle del diòxid de carboni prou per escalfar el planeta. No obstant això, els nostres resultats donen una pressió superior a l'esperada per les lectures del diòxid de carboni -en desacord amb les estimacions basades en sòls fòssils- el que podria ser suficient per contrarestar els efectes del Sol jove i feble, encara que cal una major investigació.
El geobotànic Heinrich Walter, juntament amb altres autors suggereixen que fa 1000 milions d'anys, seguint a l'acreció inicial dels continents, una versió no biològica del cicle de carboni va proporcionar una retroalimentació negativa de la temperatura. El diòxid de carboni de l'atmosfera està dissolt en aigua líquida i combinat amb ions metàl·lics derivats de l'erosió de minerals silicatats que produeixen carbonats. Durant les edats de gel, aquesta part del cicle hauria deixat de tenir lloc. Les emissions volcàniques de carboni restaurarien posteriorment el cicle d'escalfament a causa de l'efecte hivernacle.
D'acord amb la hipòtesi de la Terra bola de neu, podrien haver existit cert nombre de períodes en què els oceans de la Terra es van congelar completament. El més recent d'aquests períodes, podria haver estat fa uns 630 milions d'anys. Després d'aquest període, va tenir lloc l'explosió cambriana de formes de vida pluricel·lulars.
Quan s'analitzen els sediments de l'arqueà, aquests semblen inconsistents amb la hipòtesi de les elevades concentracions de gasos hivernacle. En el seu lloc, l'interval de temperatures moderades podria ser explicada per un menor albedo de la superfície provocat per un menor àrea de les superfícies continentals i la "absència de nuclis de condensació de núvols induïts de manera biològica". Això podria per tant, haver comportat a un increment d'absorció de l'energia solar, la qual cosa podria haver compensat el fet que l'energia procedent del Sol fos menor en aquest temps.

## Gran calor radiogènic

Efecte de la calor radiogènic procedent de la desintegració de 5 isòtops sobre la calor interna inicial de la Terra en funció del temps. En el passat, la contribució procedent de la desintegració radioactiva de 40K i 235O era molt major, i per això la calor generada com a conseqüència d'aquest fenomen era superior.

En el passat, l'alliberament geotèrmic d'energia procedent de la desintegració emesa per 40K, 235O i 238O era considerablement major que en l'actualitat. La figura mostra que la relació isotòpica entre O-238 i O-235 era també considerablement diferent al que és avui dia. Per tant, els cossos minerals d'urani natural, si estiguessin presents, haurien estat capaços de proporcionar reactors de fissió nuclear naturals emprant aigua lleugera com moderador nuclear. Qualsevol intent d'explicar la paradoxa deu, per tant, tenir en compte la contribució radiogènica, procedent tant de la calor de desintegració com dels possibles reactors naturals de fissió nuclear.

## Gran escalfament de marea
La Lluna estava molt més prop de la Terra fa milions d'anys i per tant, produiria un major escalfament de marea.

## Alternatives

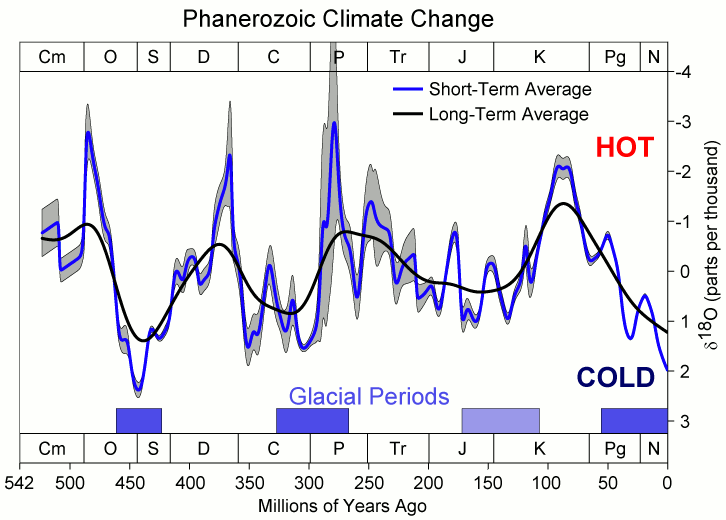
Evolució del clima al llarg del Fanerozoic

Una alternativa minoritària, proposta pel físic nord-americà-israelià Nir Shaviv, utilitza les influències climatològiques del vent solar i la hipòtesi del físic danès Henrik Svensmark del refredament produït per la radiació còsmica, per explicar aquesta paradoxa. Segons Shaviv, el Sol primitiu emetia un vent solar més fort que va produir un efecte protector davant de la radiació còsmica. En aquest moment, un efecte hivernacle comparable al de l'actualitat, seria suficient per explicar l'absència d'una Terra no congelada. Alguns meteorits, en efecte, suggereixen que el Sol primitiu tenia una major activitat.
La temperatura mínima fa al voltant de 2400 milions d'anys va acompanyada per una modulació del flux de radiació còsmica conseqüència d'una taxa variable de formació d'estels en la Via Làctia. La posterior reducció de l'impacte solar resulta en un increment de radiació còsmica, que podria tenir relació amb variacions climatològiques.
Un altre model alternatiu podria explicar també aquesta paradoxa. En aquest model, el Sol primigeni sofriria un llarg període amb una elevada producció de vent solar. Això va ocasionar una pèrdua de massa solar de l'ordre d'un 5-10% durant la seva vida, la qual cosa va resultar en un nivell més constant de lluminositat solar (posat que aquest Sol primerenc posseïa una major massa, emetria més energia que la que va ser pronosticada). Per explicar les condicions càlides de l'Era Arqueana, aquesta pèrdua de massa va haver de tenir lloc durant un interval d'al voltant de 1000 milions d'anys. No obstant això, els registres d'implantació de ions dels meteorits i les mostres lunars mostren que l'elevada taxa de flux de vent solar va durar solament uns 100 milions d'anys. Les observacions d'estels similars a aquest Sol jove, com π1 Ursae Majoris concorda amb una taxa de disminució del vent solar, la qual cosa suggereix que una elevada taxa de pèrdua de massa no pot per si mateixa resoldre aquesta paradoxa.
L'anàlisi de sediments procedents de l'Arqueà sembla inconsistent amb la hipòtesi d'elevades concentracions de gasos hivernacle. En el seu lloc, les temperatures moderades podrien ser explicades per una menor superfície d'albedo, causat per una superfície continental menor i la "absència de nuclis de condensació de núvols". Això hauria comportat un increment de l'absorció d'energia solar, compensant per tant una menor emissió d'energia per part del Sol.

## En altres planetes

### Mart
Mart té la seva pròpia versió de la paradoxa del Sol jove i feble. Els terrenys marcians mostren signes clars d'aigua líquida passada a la superfície, inclosos canals de sortida, barrancs, cràters modificats i xarxes de valls. Aquestes característiques geomòrfiques suggereixen que Mart tenia un oceà a la seva superfície i xarxes fluvials que s'assemblen a les actuals de la Terra durant el Noaquià final (4,1–3,7 Ga). No és clar com el patró orbital de Mart, que el situa encara més lluny del Sol, i la feblesa del Sol jove podrien haver produït el que es creu que va ser un clima molt càlid i humit a Mart. Els científics debaten sobre quines característiques geomorfològiques es poden atribuir a les costes o altres marcadors de flux d'aigua i quines es poden atribuir a altres mecanismes. No obstant això, les proves geològiques, incloses les observacions d'erosió fluvial generalitzada a les terres altes del sud, són generalment consistents amb un clima càlid i semiàrid primerenc.
Tenint en compte les condicions orbitals i solars de Mart primerenc, hauria estat necessari un efecte hivernacle per augmentar les temperatures de la superfície almenys 65 K per tal que aquestes característiques superficials hagin estat tallades per l'aigua corrent. Una atmosfera molt més densa dominada per CO₂ s'ha proposat com una forma de produir aquest augment de temperatura. Això dependria del cicle del carboni i de la taxa de vulcanisme a tot el pre-noaquià i el noaquià, cosa que no és ben coneguda. Es creu que es va produir una desgasificació volàtil durant aquests períodes.
Una manera d'esbrinar si Mart posseïa una gruixuda atmosfera rica en CO₂ és examinar els dipòsits de carbonat. Un embornal principal de carboni a l'atmosfera terrestre és el cicle carbonat-silicat. No obstant això, hauria estat difícil pel CO₂ haver-se acumulat a l'atmosfera marciana d'aquesta manera perquè l'efecte hivernacle hauria estat superat per la condesnació de CO₂.
Un efecte hivernacle volcànicament desgasificat de CO₂-H₂ és un escenari plausible suggerit recentment per a Mart primerenc. Els esclats intermitents de metà poden haver estat una altra possibilitat. Aquestes combinacions de gasos d'efecte hivernacle semblen necessàries perquè el diòxid de carboni sol, fins i tot a pressions superiors a uns quants bars, no pot explicar les temperatures necessàries per a la presència d'aigua líquida superficial a Mart primerenc.

### Venus
L'atmosfera de Venus es compon d'un 96% de diòxid de carboni, i durant aquest temps, fa milers de milions d'anys, quan el Sol era entre un 25 i un 30% més tènue, la temperatura de la superfície de Venus podria haver estat molt més fresca i el seu clima podria haver-se assemblat a la de la Terra actual, amb un cicle hidrològic, abans que experimentés un efecte hivernacle fugitiu.